# Фокс, Тара Линн
Тара Линн Фокс (англ. Tara Lynn Foxx); род. 12 июня 1990 года, Сан-Франциско, Калифорния, США) — американская порноактриса и модель.

## Карьера в порнофильмах
Тара Линн Фокс начала карьеру в 2009 году, когда ей было 19 лет. Первый фильм: Lesbian Teen Hunter 3. Принимала участие в порнороликах разных жанров: лесби, анального, группового. Тара снималась как с мужчинами, так и с женщинами. Она также является любительницей межрасового секса. На её счету около 245 фильмов. В июне 2014 года объявила о своём уходе из порноиндустрии.

## Интересные факты
- Другие сценические имена: Taralynn Foxx, Tara Lynn Foxx, Tara Lynn Fox, Tara Lyn Fox
- Актриса имеет пирсинг в пупке и несколько татуировок на теле.
- Актриса имеет ирландские, итальянские, русские и скандинавские корни[1].

## Премии и номинации
- 2010 номинация на XBIZ Award — New Starlet of the Year[2]
- 2010 номинация на XRCO Award — Cream Dream[3]
- 2011 номинация на AVN Award — Best Double Penetration Sex Scene — Alone in the Dark 7[4]
- 2011 номинация на AVN Award — Лучшая новая старлетка[4]
- 2011 номинация на AVN Award — Best Supporting Actress — This Ain't Glee XXX[4]
- 2011 XRCO Award — Cream Dream[5]

## Фильмография
- Alone in the Dark 7
- Amateur Girls With Hairy Pussies
- Amazing Asses 6
- American Cocksucking Sluts 3
- Anal Buffet 6
- Anal Honeys
- Banging College Sluts
- Barely Legal 95
- Barely Legal POV 8
- Beat tha Pussy Up
- Black Teen Punishment 1
- Big Ass Cheerleaders 2
- Black Where You Belong
- Blondes and Big Black Dicks 2
- Blondes Love It Black 3
- Fill My Teen Throat 3
- Guilty Pleasures 1
- Hairy in America 2
- Hairy in America 3
- Interracial Cheerleader Orgy 2
- Lord Of Asses 14
- Magical Feet 5
- Praise the Load 8